# Emmetropia

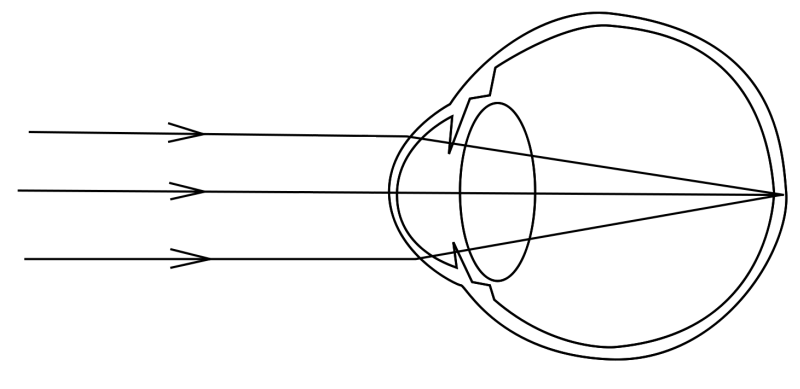
Rappresentazione schematica di un occhio emmetrope

L'emmetropia (dal greco: εν, con, μετρον, misura, ωψ, occhio) è la condizione oftalmologica nella quale si raggiunge la rifrazione ideale di un occhio, che quindi non presenta anomalie di rifrazione (ametropie).
Il termine emmetropia è stato coniato da Franciscus Donders nel suo trattato Sulle anomalie dell'accomodazione e della refrazione degli occhi.
L'emmetropia non implica una condizione di normalità assoluta dell'occhio, perché un occhio emmetrope potrebbe essere anormale, e quindi malato, sotto altri punti di vista.

## Caratteristiche
In un occhio otticamente normale, ad accomodazione rilassata (in condizione cioè di rifrazione statica), i raggi paralleli, provenienti cioè da un punto oggetto posto all'infinito, convergono sulla retina a formare un punto immagine, che in questo caso coincide con il fuoco principale del sistema ottico oculare.
Il compito dell'apparato diottrico dell'occhio è quello di produrre sulla retina immagini distinte degli oggetti esterni. Se le immagini non sono nitide, l'occhio non può vedere chiaramente. Ora, perché le immagini siano distinte sulla retina, questa si deve trovare esattamente sul piano dove si formano le immagini del sistema diottrico. L'occhio, allo stato di riposo, è adattato al punto più lontano a cui è capace di distinguere gli oggetti: tale punto è detto punto remoto. Ora, la distanza maggiore a cui può essere posto un oggetto e a cui possa essere necessario vedere è l'infinito. Per questa ragione consideriamo normale un occhio che, allo stato di riposo, vede nitido ad una distanza infinita.
L'occhio emmetrope è dunque quello che, in condizioni di riposo, vede nitido ad una distanza infinita; per vedere chiaramente, esso deve avere un'immagine che si forma distintamente sulla sua retina. La retina di un occhio emmetrope si deve trovare quindi lì dove i raggi provenienti dall'infinito, e che sono paralleli, sono messi a fuoco dal sistema diottrico dell'occhio. Il luogo in cui i raggi paralleli provenienti dall'infinito sono messi a fuoco è detto fuoco principale del sistema. Possiamo quindi definire l'occhio emmetrope come segue: l'occhio emmetrope è quello la cui retina si trova sul fuoco principale del suo sistema diottrico, o quello che unisce i raggi paralleli sulla sua retina, o, espresso in altri termini, il punto remoto del quale è situato all'infinito.
Possiamo rappresentare l'occhio emmetrope mediante un diottro convesso nel fuoco del quale è posto uno schermo che corrisponde  alla retina. Qualsiasi oggetto molto lontano forma un'immagine distinta sullo schermo.

Per semplicità, possiamo considerare a distanza infinita un oggetto posto oltre i 5 metri; questa, per l'occhio umano, è una distanza sufficientemente grande perché i raggi dalla quale provengono possano essere considerati paralleli.